# Mats Sturesson
Mats Anders Sturesson, född  20 augusti 1948 i Ivetofta, Bromölla kommun, Skåne, är en svensk skådespelare. Han arbetade mellan 1983 och 2010 på Regionteatern Blekinge Kronoberg. Han är bror till Lars Sturesson.

## Filmografi (urval)
- 1973 – Din stund på jorden (TV-serie)
- 1976 – Raskens (TV-serie)
- 1979 – Gå på vattnet om du kan

## Teater

### Roller (ej komplett)
| År   | Roll                                         | Produktion                                            | Regi              | Teater                           |
| ---- | -------------------------------------------- | ----------------------------------------------------- | ----------------- | -------------------------------- |
| 1979 |                                              | Pottan (On purge bébé) Georges Feydeau                | Anders Bäckström  | Blekinge länsteater              |
| 1997 | Christian Ivanovitj Giebner, distriktsläkare | Revisorn (Ревизор, Revizor) Nikolaj Gogol             | Dag Norgård       | Regionteatern Blekinge Kronoberg |
| 2009 |                                              | Hole in one Niclas Ekström                            | Robert Jelinek    | Regionteatern Blekinge Kronoberg |
| 2009 | Eddie                                        | En fröjdefull jul (Season's Greetings) Alan Ayckbourn | Marie Parker Shaw | Regionteatern Blekinge Kronoberg |